# Saï (arme)
Pour les articles homonymes, voir Sai.
 (mai 2009).
Si vous disposez d'ouvrages ou d'articles de référence ou si vous connaissez des sites web de qualité traitant du thème abordé ici, merci de compléter l'article en donnant les références utiles à sa vérifiabilité et en les liant à la section « Notes et références ».

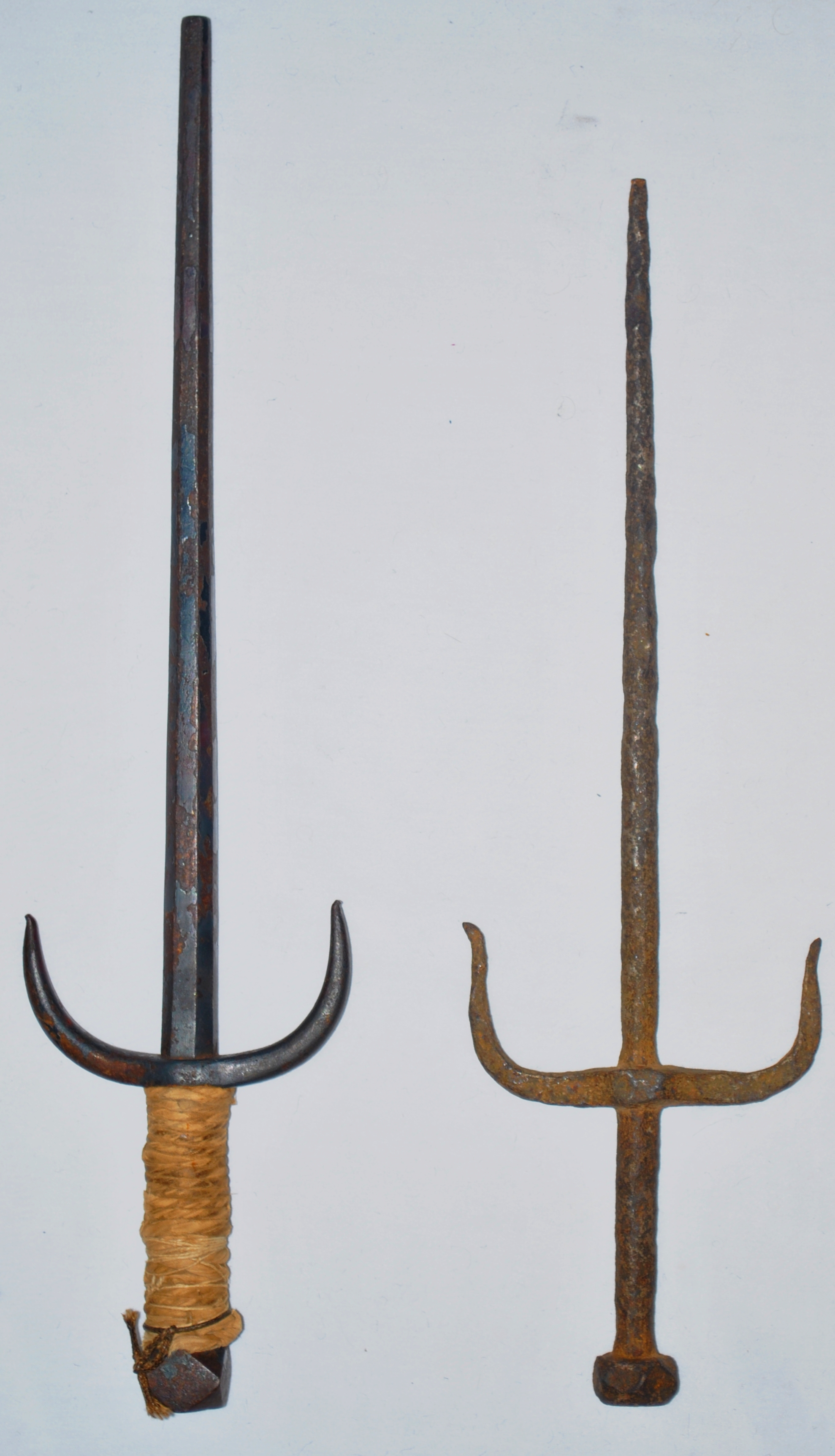
Deux saïs antiques : un saï octogonal okinawaïen et un chabang / tjabang indonésien.

Le sai (釵, aussi transcrit « saï » en français) est une arme traditionnelle asiatique utilisée notamment dans les arts martiaux d'Okinawa (en).
L'origine de l'arme est mal définie. On pense qu'il dérive peut-être d'un outil agricole pour planter le riz, ou encore comme une pique à fruits, ou comme instrument de mesure. Il a été principalement utilisé dans l'archipel d'Okinawa par la police au même titre que la jutte (ou jitte), assez proche d'apparence.
Le sai ressemble à un trident qui ne tranche pas mais permet de piquer. La position de garde est très particulière. On utilise généralement deux sai, un troisième de rechange pouvant être glissé à la ceinture afin de remplacer un autre, qui a pu être cassé, ou de servir au lancer.

## Origine
Les sai servaient aux paysans d'Okinawa contre les samouraïs armés de katanas ou de bô ; ils permettaient de briser les katana, en les bloquant entre le monouchi (pointe principale) et l'un des deux yoku (pointes latérales). Le but est d'effectuer un mouvement du poignet, brisant net la lame du katana. Le sai, outre sa fonction d'attaque, a aussi une fonction défensive, plaçant le monouchi le long de l'avant-bras de la personne qui l'utilise. Le monouchi fait donc généralement la longueur de l'avant-bras de son pratiquant, ou peut être un petit peu plus long.
Le sai est, comme la plupart des armes paysannes improvisées, enseigné dans les kobudo d'Okinawa, puis, par la suite dans le karate dô, plus particulièrement dans l'école (ryū) kyokushinkai. On étudie également une variante, le manji-sai, en kobudo, qui ne possède pas de tsuka (poignée). Le sai, s'utilisant par paire, est une arme pratiquée dans certains arts martiaux chinois, tel que le Mansuria Kung Fu,.
Des katas (ou tao) au sai existent, ils ont été transmis par voie orale de génération en génération. On pense qu'il existait beaucoup plus de katas autrefois. Mais, à travers les époques, les grands maîtres abandonnèrent ceux qui se révélaient inadéquats ou trop difficiles à apprendre et à mémoriser, et surtout ceux qui s'avéraient inefficaces en combat réel.

## Description

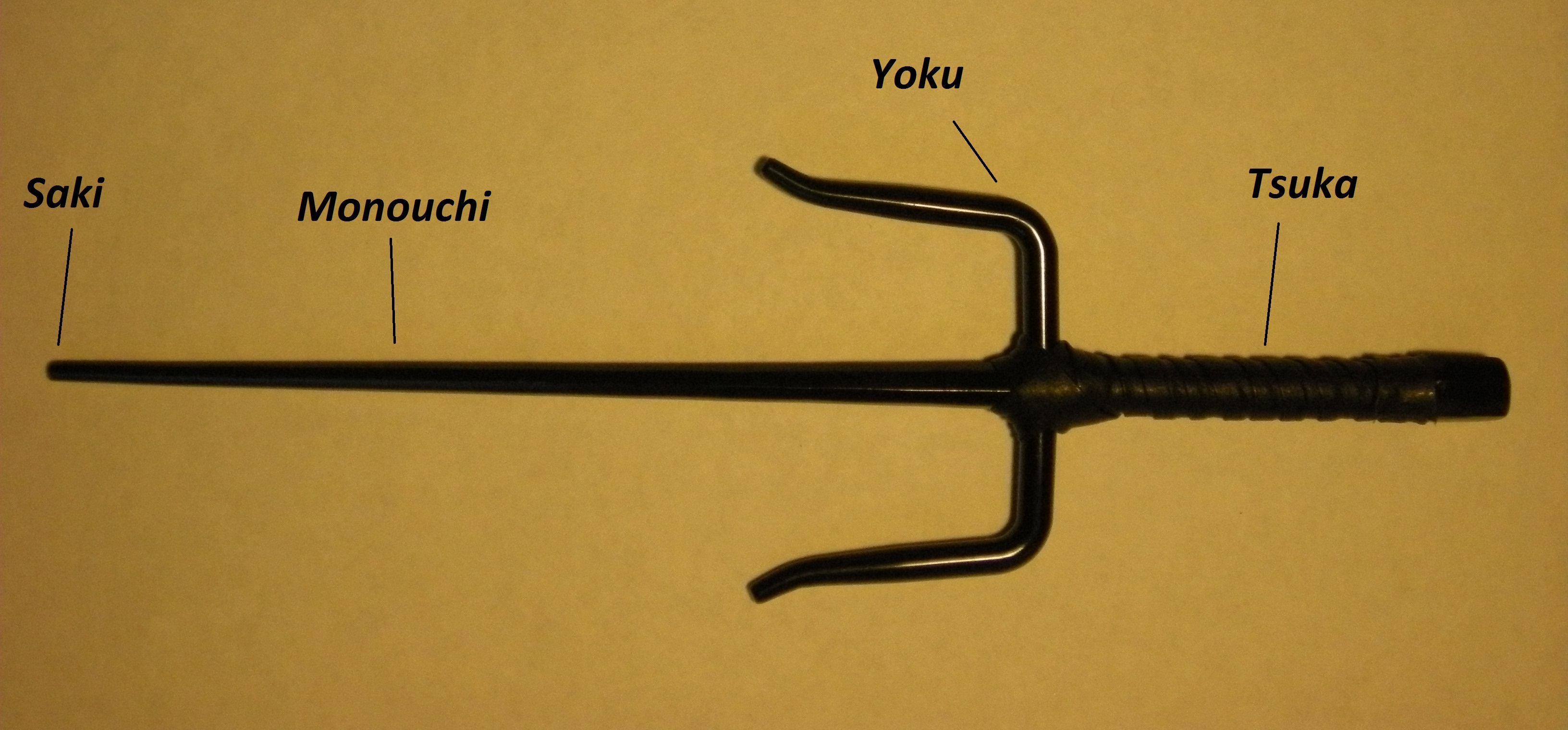
Description des parties d'un sai.

- Monouchi : la pointe principale du sai.
- Yoku : les pointes latérales recourbées de part et d’autre de la pointe principale. Il se peut que les yoku soient asymétriques sur certains types de sai, rappelant alors une croix svastika (manji sai). Les yoku peuvent être plus ou moins longs.
- Tsume : la pointe des yoku.
- Moto : la jonction centrale entre les deux yoku.
- Tsuka : la poignée du sai, fait d’une armature de métal pouvant être entourée de lanières de cuir ou de tissu.
- Tsukagashira : le pommeau du sai.
- Saki : l'extrémité du monouchi.

## Dans la culture populaire

Un manjisai (Okinawa).

### Cinéma
- Dans Le Retour de la momie (2001), les personnages d'Evelyn et Anck-su-namun se battent entre elles en utilisant des sai.
- Dans The Matrix Reloaded (2003), une scène de combat avec des sai prend place lorsque Neo rend visite au Mérovingien.
- Dans Elektra (2005), l'héroïne du film, Elektra, combat tout au long du film avec ses sai.

### Télévision
- Dans la série San Ku Kaï, les principaux héros de cette série semblent utiliser des armes blanches ressemblant au sai.
- Gabrielle, l'une des héroïnes de la série Xena, la guerrière, adopte le sai comme arme dans les deux dernières saisons.
- Raphaël, une des 4 célèbre tortues Ninja utilisé des Saï comme arme.

### Bande dessinée et manga
- Dans les Tortues Ninja, le personnage de Raphael manie des saï.
- Dans l'univers des bande dessinées de Marvel Comics, le personnage d'Elektra, l'amante/ennemie de Daredevil et héroïne ninja, utilise des sai, ainsi que la mercenaire Silver Sable.
- Dans DC Comics, Cheshire, un membre de la ligue des Assassins, se bat avec des Sai.
- Dans Tokyo Mew Mew, le personnage Kisshu utilise cette arme pour combattre les héroïnes en les faisant apparaître dans les airs à volonté.
- Dans My-otome, le personnage de Nina Wang utilise deux sai pour se battre lorsqu'elle porte la GEM de l'Ultime Diamant Noir.
- Dans Naruto, le personnage de Sai emprunte son nom à l'arme.
- Dans Bleach, l'Arrancar Sung-sung se sert d'un Sai pour combattre.

### Jeux vidéo
- Dans Mortal Kombat, le personnage de Mileena, connue pour son charisme mortel, utilise aussi ce type d'arme.
- Dans Metal Gear Rising: Revengeance, le personnage de Monsoon utilise deux sai au combat.
- Dans La Brute, le sai fait partie des armes que l'on peut obtenir en bonus.

### Musique
- - Le duo de musique américain Twenty One Pilots utilise le saï comme logo actuel. Le logo correspond à la période correspondant à l'album Scaled And Icy dont les initiales, SAI, forment le mot saï.

### Sources et bibliographie
- (en) Fumio Demura, Sai : Karate Weapon of Self-Defense, Black Belt Communications, 1974, 160 p. (ISBN 978-0-89750-010-4, lire en ligne).